# 嵩阳街道 (嵩明县)
嵩阳街道，是中华人民共和国云南省昆明市嵩明县下辖的一个乡镇级行政单位。2018年3月6日，昆明市人民政府印发关于嵩明县嵩阳街道析置的批复，同意从嵩阳街道拆分出杨桥街道。析置后的嵩阳街道辖15个社区，国土面积152.1平方公里；嵩阳街道办事处驻香海路167号。

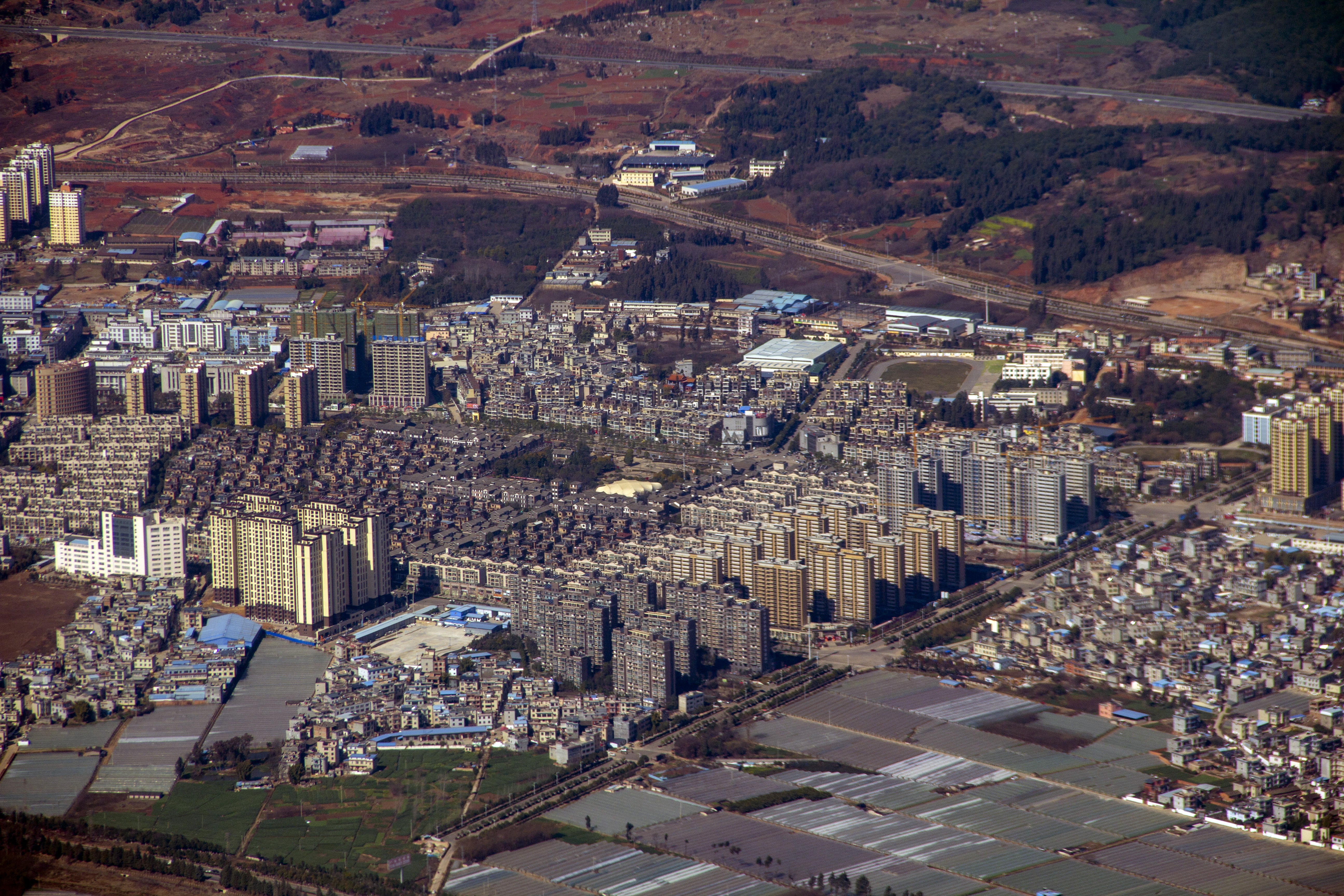
银杏人家

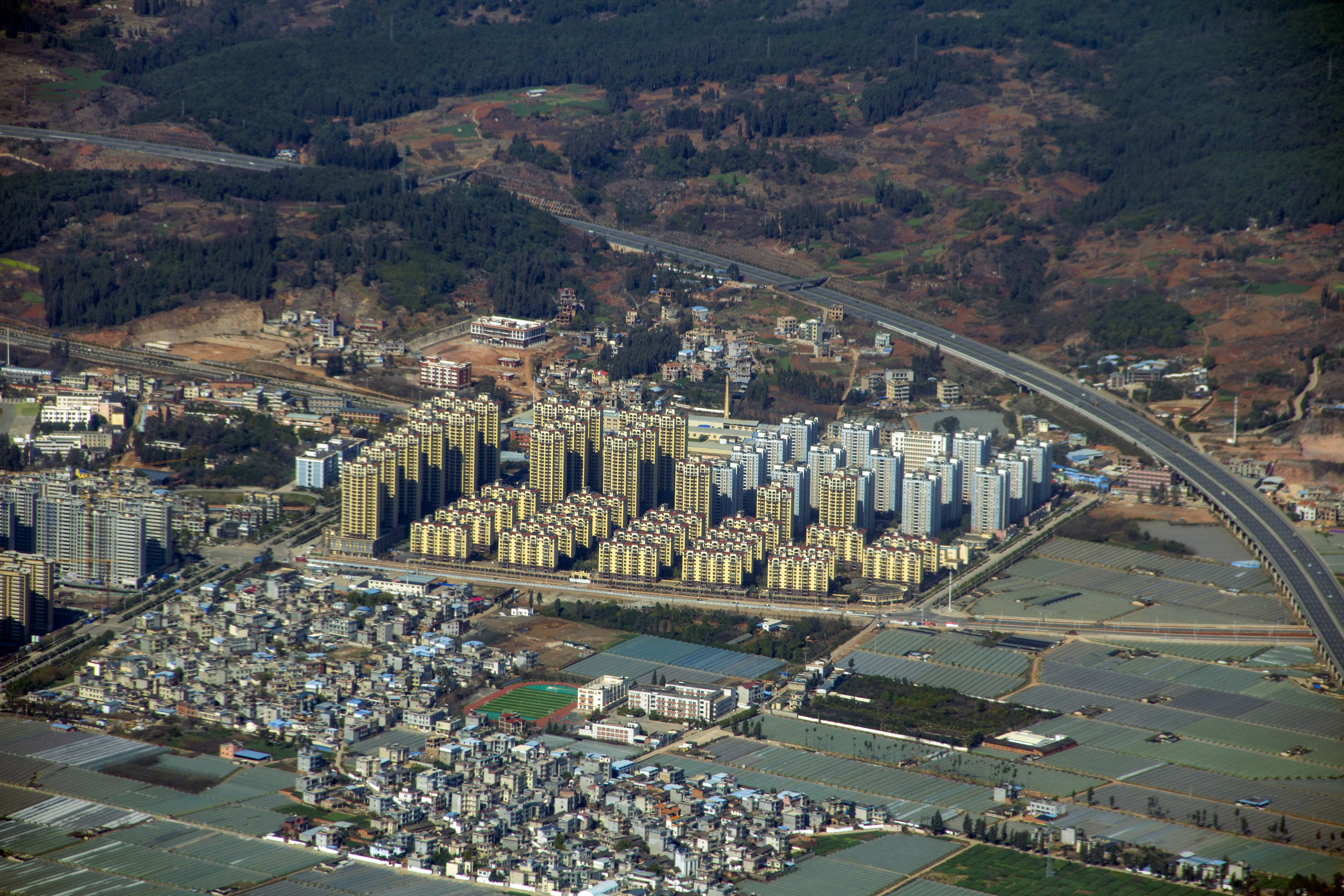
锦绣兰苑

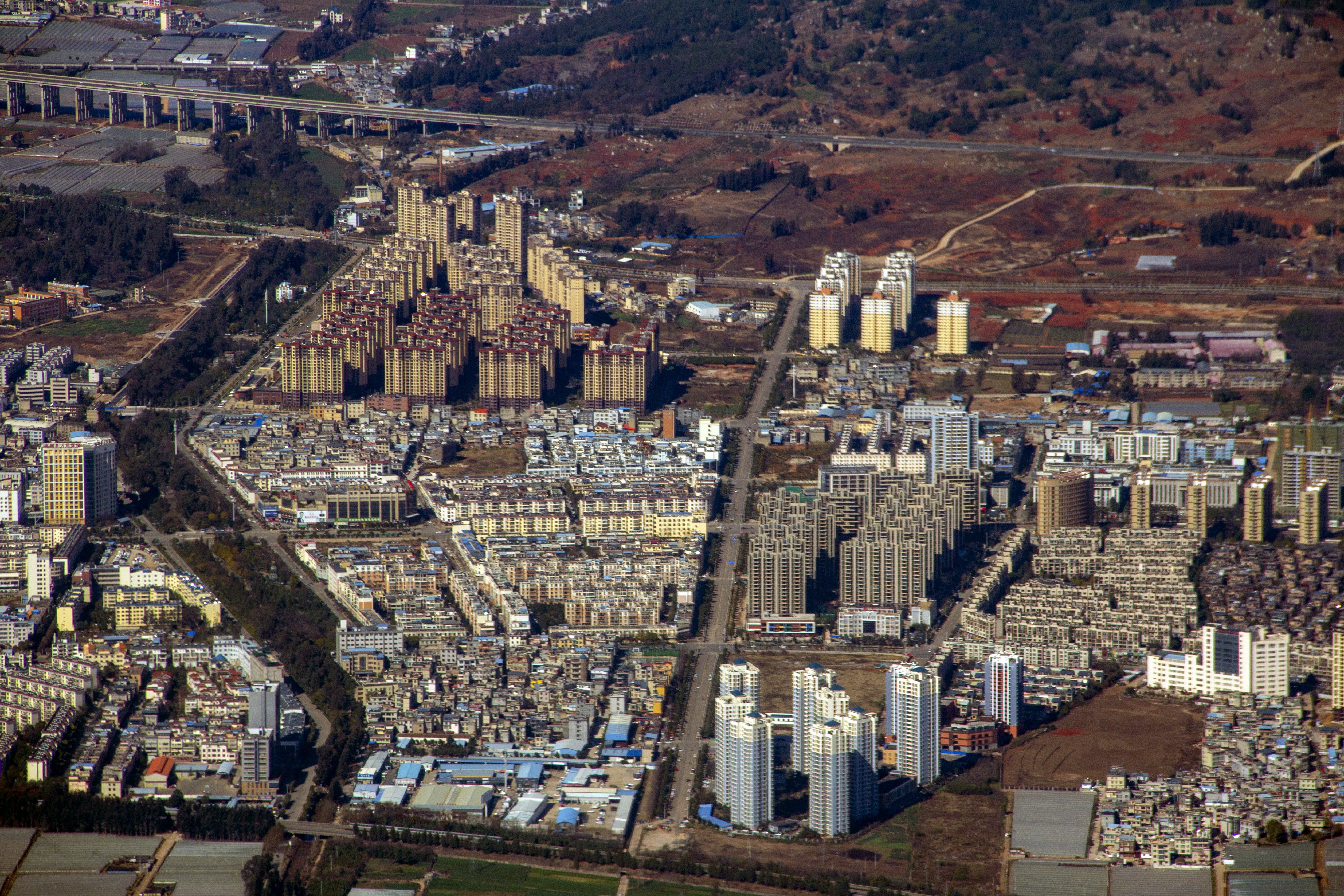
滨河馨苑

## 行政区划
嵩阳街道下辖以下地区：
嵩阳社区、西南街社区、东北街社区、晁家社区、山脚社区、回辉社区、木作社区、倚伴社区、寺脚社区、东村社区、新春邑社区、龙院社区、大营社区、普渡社区、大庄社区、兰茂社区和龙泉社区。